# Saydnaya
Saydnaya (Seydnaya, Seidnaya, Sednaya) is een stadje gelegen 27 km ten noorden van Damascus in het Syrische gouvernement Rif Dimashq. De plaats is vooral bekend door het klooster gewijd aan Maria en door de martelgevangenis van het Assadregime.

## Het klooster
De geschiedenis van het klooster gaat terug  tot keizer Justinianus die – volgens de legende – het klooster in 547 liet bouwen na een verschijning van de Heilige Maagd.
Er wordt beweerd dat een van de vier door de evangelist Lucas geschilderde Maria-iconen zich in het klooster bevindt. Juist door deze Maria-icoon was het klooster in de middeleeuwen en later een belangrijke bedevaartplaats voor christenen en moslims. Het kwam tweede in rij na Jeruzalem. 
Het Saydnayaklooster ressorteert onder de Oosters-orthodoxe Kerk Patriarchaat van Antiochië. 
Het klooster is gebouwd op een rots en enkel te voet te bereiken na een stevige klim. Vanuit sommige gezichtspunten lijkt het meer op een burcht dan op een klooster. Een hele reeks gangen leidt naar de H. Maagdkapel. Deze is volledig behangen met iconen (waarvan sommige dateren uit de 5e eeuw) en ex voto’s; de bewuste Maria-icoon is verborgen achter een zilveren schrijn.
Saydnaya telt talrijke andere kloosters en kerken. Zowel de Rooms-katholieke en de Oosters-orthodoxe als de Syrisch-orthodoxe en de Syrisch-katholieke kerk hebben er in de loop van de geschiedenis gebouwen neergezet.
Er is onder meer het Cherubimklooster dat, gelegen op een hoogte van 2000 m, uitkijkt over Damascus en het Libanongebergte. Recent gebouwde kloosters zijn het rooms-katholieke klooster van de Heilige Thomas en het Syrisch-orthodoxe klooster van Mor Ephrem waar de Syrisch-orthodoxe patriarch zijn woonplaats heeft.

## De gevangenis
Tijdens de Syrische Burgeroorlog kreeg Saydnaya ook wereldwijd bekendheid vanwege de gevangenis, vijf kilometer ten zuidwesten van Saydnaya, waarin tegenstanders van het regime van Bashar al-Assad werden gedetineerd, gemarteld en vermoord door ophanging. 